# Jorge Lamparero Lázaro
Jorge Lamparero Lázaro (Alaminos, província de Guadalajara, 27 de novembre de 1947) és un polític i professor valencià, diputat a les Corts Valencianes durant la II i III Legislatures.

## Biografia
Llicenciat en història, ha exercit com a professor des de 1968, primers als col·legis Gaya Nuño de Sòria i Baltasar Gracián de Saragossa. Posteriorment ha estat professor a la Universitat Laboral d'Alcalá de Henares, sotsdirector del col·legi Mediterráneo de Màlaga i director de la Universitat Laboral de Xest.
Ha estat regidor de l'ajuntament de Xest per Alianza Popular, partit del que ha estat president comarcal a la Foia de Bunyol i vicepresident de la província de València. Fou elegit diputat a les eleccions a les Corts Valencianes de 1987 i 1991. Ha estat vicepresident de la Comissió d'Educació i Cultura (1987-1991) i Secretari general de la Funció Pública de la Generalitat Valenciana. Fou elegit novament a les eleccions a les Corts Valencianes de 1995, però deixà l'escó el juliol de 1995.
Ha estat secretari general de la Conselleria de Medi Ambient de la Generalitat Valenciana, càrrec del qual cessà en 2007 quan fou nomenat Director General de Qualitat Ambiental en la Conselleria de Territori i Habitatge de la Generalitat Valenciana, càrrec que encara ocupava en 2011.